# Губайдуліна Софія Асгатівна
Софія Асга́тівна Губайду́ліна (тат. Софья (Сания) Әсгать кызы Гобәйдуллина;Sofiya (Saniya) Äsğät qızı Ğobäydullina, нар. 24 жовтня 1931, Чистополь — 13 березня 2025) — татарська композиторка. Автор понад ста творів для солістів, хору та оркестру, інструментальних ансамблів, музики для театру, кіно і мультфільмів. Заслужений діяч мистецтв РРФСР (1989). З 1991 року мешкає у Німеччині.

## Біографія
Народилась 24 жовтня 1931 року в місті Чистополь, Татарська АРСР. Батько — Губайдуллін Асгат Масгудович, інженер-геодезист. Мати Губайдулліна Федосія Федорівна, уроджена Єлхова, педагогиня. Дід, Масгуд Губайдуллін, був муллою. В 1932 році родина переїхала в Казань.
В 1935 році Софія почала відвідувати музичну школу. З 1946 по 1949 рік навчалася в казанській Музичній гімназії по класу фортепіано (клас М. А. Пятницької) і композиції, а з 1949 по 1954 рік у Казанській консерваторії по класу композиції в Альберта Лемана, а також по класу фортепіано в Григорія Когана. В 1954 році вступила до Московської консерваторії, клас композиції Ю. Шапоріна, а потім М. Пейко, клас фортепіано Я. Зака. У 1963 році закінчила аспірантуру Московської консерваторії по композиції в професора В. Шебаліна. Важливим було для неї в ці роки слово-напуття, сказане їй Дмитром Шостаковичем: «Я вам бажаю йти вашим „неправильним“ шляхом».
В 1969—1970 Губайдуліна працювала в Московській експериментальній студії електронної музики в музеї імені О. М. Скрябіна й написала там електронну п'єсу «Vivente — non vivente» («Живе — неживе», 1970). Губайдуліна також писала музику для кіно. Усього вона створила музику до 25 фільмів, включаючи «Мауглі» (мультфільм, 1971) і «Опудало» (реж. Р. Биков, 1983). З 1975 року виступала з імпровізаціями в складі ансамблю «Астрея» разом з композиторами Віктором Сусліним і В'ячеславом Артемовим. В 1979 році на VI з'їзді композиторів у доповіді Тихона Хреннікова її музика зазнала гострої критики, і Губайдуліна потрапила в так звану «хренниківську сімку» — «чорний список» 7 композиторів.
У 1991 році Губайдуліна одержала німецьку стипендію й півтора року перебувала у Ворпсведе. Тоді ж, в 1991 році, вона одружилась з Петром Мєщаніновим, піаністом і теоретиком музики, що справив значний вплив на інтерес композитора до використання математичних моделей у композиції. В 1992 році вони оселилися в Німеччині, в Аппені під Гамбургом, зберігши російське громадянство.
У 2014 році висловилася в підтримку Російської агресії проти України, вбачивши у діях української влади доктрину «знищення усіх росіян, комуністів та євреїв» На думку В. Сильвестрова, її вислови мали місце «не, тому що вона підлість хоче зробити, вона просто не має інформації цієї».

## Творчість
Губайдуліна — одна із найбільш видатних і глибоких композиторів другої половини XX століття. У її творчості відчувається прагнення до органічного поєднання рис мистецтва Заходу й Сходу, вплив уявлень духовно-релігійного порядку. Через віру вона приходить і до сенсу творчості. Поряд з Альфредом Шнітке й Едісоном Денисовим Губайдуліна входить у так звану «трійку» московських композиторів авангардного напрямку.
| «Я релігійна православна людина й релігію розумію буквально, як re-ligio — відновлення зв'язку між життям і висотою ідеальних установок й абсолютних цінностей, постійне відтворення legato життя. Життя розриває людину на частини. Вона повинна відновлювати свою цілісність — це і є релігія. Крім духовного відновлення немає ніякої серйознішої причини для створення музики» («переклад з рос. за кн.: В. Холопова. София Губайдуліна. Путеводитель по произведениям. М., 2001. С. 3-4»). |

## Виконання творів Губайдуліної в Україні
27—28 жовтня 2012 року на фестивалі «Контрасти» у Львові звучала музика Софії Губайдуліної, яка приїхала на фестиваль з Німеччини. Камерний оркестр «Віртуози Львова» під керівництвом поляка Станіслава Веляника виконав два її твори — «Ліра Орфея» та «Фахверк».

## Вибрані твори
- "Фацелія " — вокальний цикл на слова М. Пришвіна (1957)[14]
- "П'ять етюдів " — для арфи, контрабаса й ударних інструментів (1965)
- «Vivente  — non vivente» (1967)
- "Ніч у Мемфісі " — кантата для сопрано, чоловічого хору й оркестру на давньоєгипетські тексти (1968)
- "Рубайят " — кантата на вірші Хакани, Хафіза та Хаяма (1969)
- "Сім слів Христа " — для віолончелі, баяна й струнних (1982)
- "Offertorium " (Жертвопринесення), концерт для скрипки з оркестром (1980/1982/1986)
- "Чую… Замовкло… " — симфонія в 12 частинах за назвою (1986)
- "Аллілуйя " для хору, оркестру, органа, соліста-дисканта й кольорових проєкторів, 1990
- "Із Часослова " — кантата на вірші Р. М. Рільке (1991)
- "Тепер завжди сніги " — кантата на вірші Геннадія Айги (1993)
- Музика для флейти, струнних й ударних (1994)
- "Висельные песни " — (15 пісень) на вірші К. Моргенштерна для голосу й ансамблю інструментів (контрабас, ударні й ін., 1996).
- "Нічна пісня риби " — концерт для альта з оркестром (1996), на замовлення Чиказького симфонічного оркестру, присвячений Ю. Башмету
- "Кватерніон " — для чотирьох віолончелей (1996)
- "Страсті по Іоанну " — для солістів, хору й оркестру, написана за замовленням міста Штутгарт з нагоди відзначення 250-річчя від дня смерті Й. С. Баха (2000).
- "Великдень по Іоанну " — для солістів, хору й оркестру (2001).

## Фільмографія
Автор музики до фільмів:
- «Анна Голубкіна» (1964, документальний)
- «Три весни Леніна» (1964, документальний)
- «Хочете — вірте, хочете — ні…» (1964)
- «Коваль-чаклун» (1967, мультфільм)
- «Мауглі. Ракша» (1967, мультфільм)
- «Мауглі. Викрадення» (1968, мультфільм)
- «Мауглі. Останне полювання Акели» (1969, мультфільм)
- «Мауглі. Битва» (1970, мультфільм)
- «Мауглі. Повернення до людей» (1971, мультфільм)
- «Мауглі» (1973, мультфільм)
- «Новели про космос» (1973, мультфільм)
- «Кожен день лікаря Калинникової» (1973)
- «Людина та її птах» (1975, мультфільм)
- «Скарб» (1975)
- «Повернення почуттів» (1979)
- «Балаган» (1981, мультфільм)
- «Кафедра» (1982)
- «Великий самоїд» (1981)
- «Рішад — онук Зіфи» (1981)
- «Опудало» (1983)
- «Крейцерова соната» (1987, 2 с)
- «Кішка, яка гуляла, як сама собі знала» (1988, мультфільм)
- «Балкон» (1988)
- «Смерч» (1988)
- «Особиста справа Анни Ахматової» (1989, документальний)
- «Записки божевільного» (1990, фільм-спектакль (використовується музика)
- «Вбити скорпіона» (1991)
- «Електра» (1992, фільм-спектакль)
- «Коханці грудня» (1992, Казахстан)
- «Поруч» (1994, короткометражний)
- «Останнє „пробач“» (2008, документальний, Узбекистан)
- «Сліпі» (2011, мультфільм)
- «Картонне село» (2011)
- «Марія — королева Шотландії» (2013)
- та інші…

Фільми Одеської кіностудії:
- «Вертикаль<» (1967, + аранжувальник пісень В. Висоцького; реж. С. Говорухін)
- «День янгола» (1968, реж. С. Говорухін)
- «Білий вибух» (1969, реж. С. Говорухін)

## Нагороди
- Премія князя Монако (1987),
- Заслужений діяч мистецтв РРФСР (1989),
- Премія імені Кусевицьких, США (1990, 1994),
- Премія Франко Аббіато, Італія (1991),
- Премія на 7-м Міжнародному фестивалі композиторів-жінок у Гейдельберзі (1992),
- Державна премія Росії (1992),
- Премія імені Людвіга Шпора, Німеччина (1995),
- Премія Імперіалі, Японія (1998),
- Премія фонду «Біблія й культура», Німеччина (1999),
- Музична премія Леони Зоннінг, Данія (1999),
- Орден «Pour le Mérite» («За заслуги» у науці й мистецтві"), Німеччина (2000),
- Медаль Ґете, Німеччина (2001),
- «Полярна музична премія», Стокгольм (2002),
- «Федеральний хрест за заслуги», Німеччина (2002),
- «Living Composer — 2003», Франція.